# José Alonso y Trelles
José María Alonso y Trelles Jarén, conocido como «El Viejo Pancho» (Ribadeo, Lugo, 7 de mayo de 1857-Montevideo, 28 de julio de 1924), fue un escritor y poeta gauchesco uruguayo de origen español.
Radicado en su juventud en la localidad uruguaya de Tala, tuvo a su cargo las publicaciones satíricas El Tala Cómico y Momentáneas. Sus aportes literarios más importantes se dieron en el campo de la lírica, que cultivó en la forma de poesía gauchesca y a la que contribuyó ampliamente a través de los semanarios tradicionalistas El Terruño, El Fogón y El Ombú. En 1915 publicó su obra maestra, Paja brava, en la cual recopiló la mayoría de sus textos del mencionado género. Hacia el final de sus días ocupó una banca como diputado por el departamento de Canelones.

## Biografía

### Primeros años
Alonso y Trelles nació en Santa María do Campo, parroquia correspondiente al núcleo urbano del municipio español de Ribadeo. Hijo de Vicenta Jarén, de origen gallego, y de Francisco Alonso y Trelles, de origen asturiano, quien ejerció la docencia en una escuela de la zona de Navia.
Es en Navia donde pasó su infancia y adolescencia y recibió instrucción en la carrera de comercio para titularse como Perito Mercantil.
En 1875 —con dieciocho años de edad— emigró a América y se estableció durante dos años en Chivilcoy, un pueblo de la provincia de Buenos Aires en Argentina. Allí alternó diferentes oficios con algunas líneas publicadas en un periódico del lugar.
En Chivilcoy permaneció hasta 1877, año en que se trasladó a Montevideo, donde se quedó un corto tiempo, para radicarse definitivamente en Tala. Allí cobró fama como poeta de la vida rural uruguaya.

### Juventud

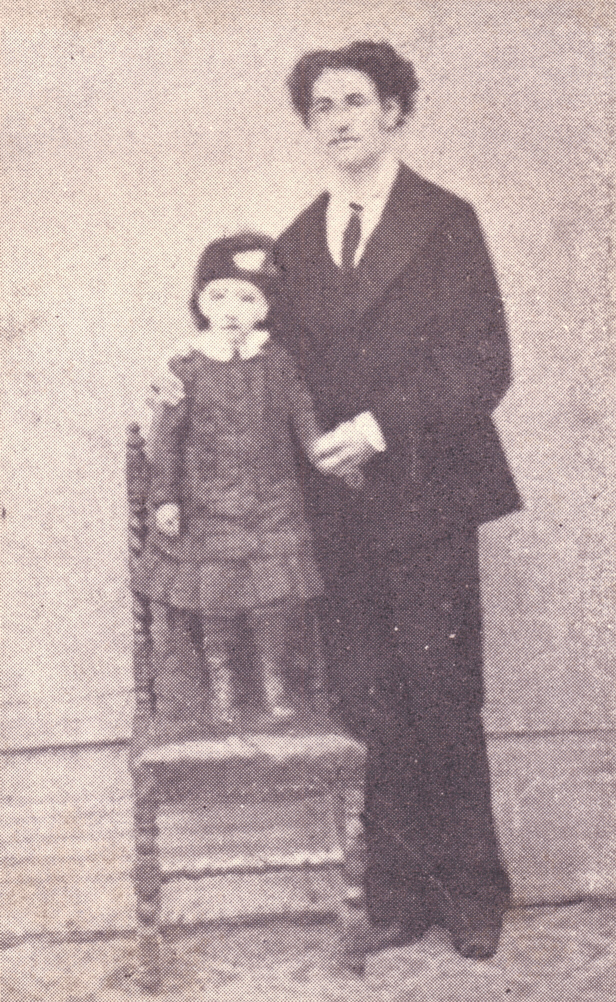
José Alonso y Trelles (derecha) a poco tiempo de llegar a Tala.

Su primer trabajo fue como contador en un almacén de ramos generales, propiedad de Juan Riccetto, con cuya hija, Dolores Riccetto, se casó años más tarde.
Una figura que tuvo mucha relevancia en su vida de estos años fue el maestro rural Joaquín Tejera, a quien había sido recomendado por su compatriota y compañero de viaje, Emilio Rodríguez. Fue Tejera quien lo apoyó desde un comienzo, facilitándole un trabajo como funcionario del Correo de esa localidad y dándole participación en el diario El Tala, fundado por él y en el cual también oficiaban de redactores Servando Paisal, Schickendantz y Klappenbach.
En 1882 contrajo matrimonio con Dolores Riccetto, y al poco tiempo se trasladó con ella al poblado de Sarandí Garupá, cercano a Santana do Livramento. A partir de ese momento, se desempeñó como tenedor de libros en una casa de comercio que posteriormente se ve obligado a cerrar. Durante su estadía en esta zona, conoció al periodista y político Rafael Cabeda, con quien entabló una relación que continuó por carta al regresar a Uruguay. En este período nacieron dos hijos producto del matrimonio. Luego regresaron a Tala en 1887.
Ya en Tala se desempeñó un tiempo como socio de su suegro en su actividad comercial y luego —aconsejado por su amigo Pedro Soto, quien se desempeñaba como juez de paz de esa localidad— decidió entregarse de lleno al estudio de la procuraduría y la escribanía.
Participó de varias entidades de fomento creadas por los vecinos de su localidad, como la primera Comisión Auxiliar de Tala, para la cual lo designaron secretario, o la Sociedad Cosmopolita de Socorros Mutuos, en la cual se le encargó la vicepresidencia.

### Vida literaria

#### Teatro

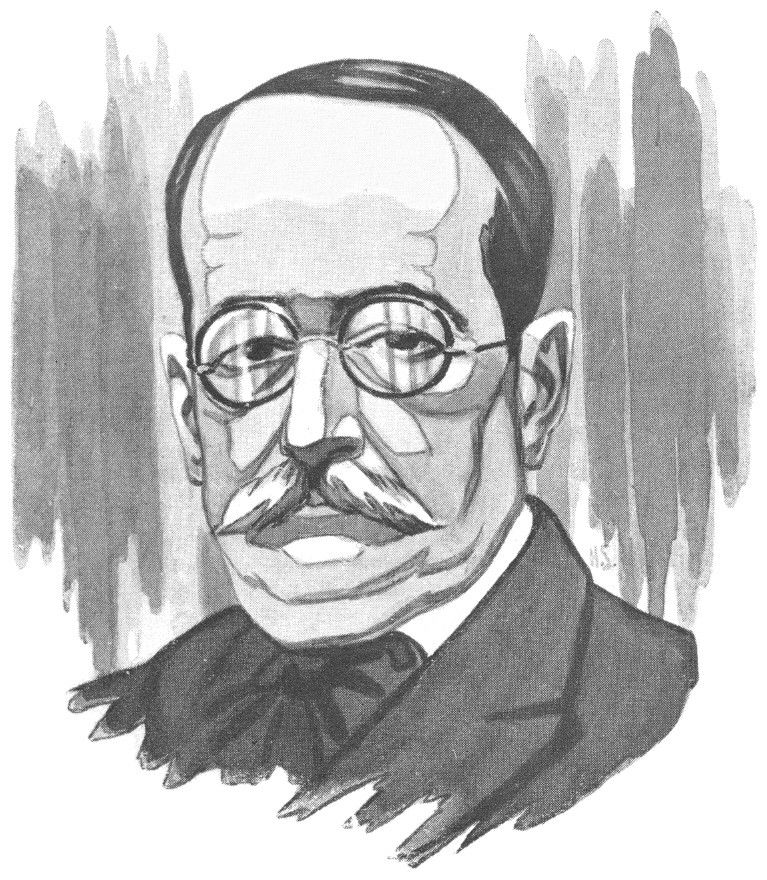
Dibujo de Trelles hecho por Hermenegildo Sábat Lleó.

Tuvo en sus manos la organización de un grupo de teatro, secundado por un grupo de aficionados al género. En él, cumple variadas labores, como director, escenógrafo, apuntador y autor de varias obras. Es debido a su trabajo en este campo que la ciudad de Tala lo considera su primer director teatral. Entre las obras teatrales escritas por él se encuentran: Un drama en palacio, Caída y redención, Colón, Los veteranos, Spion Kook, El falso Otelo, Pepiyo, Idilio fulminante y Juan el Loco, publicado por intermedio del poeta Orosmán Moratorio en 1887. La mayoría de estas obras han quedado inéditas y sólo se conservan algunas de ellas.

#### Periodismo satírico

##### El Tala Cómico

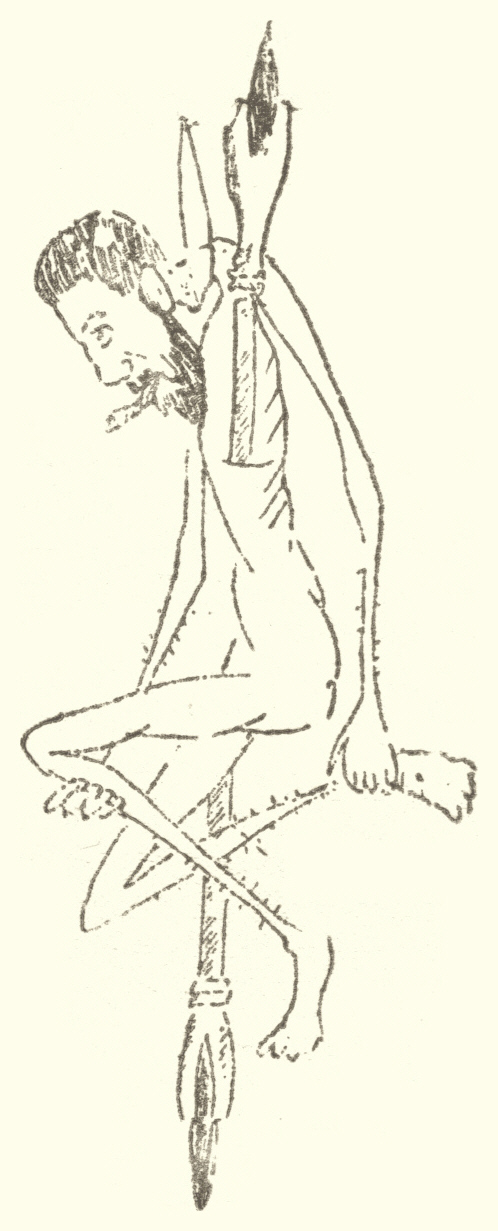
"Y lo colgamos, sí, señor; colgamos al dibujante de este semanario por el delito de haber colgado él a otros."

El 18 de noviembre de 1894 fundó el periódico El Tala Cómico, donde se desempeñó como director y principal colaborador. El semanario, de corte satírico, surgió como respuesta a la necesidad de Trelles de hacer una crítica a las autoridades eclesiásticas y administrativas locales.
En la presentación de esta revista, Trelles resumió los motivos de la aparición de esta publicación de la siguiente forma:

La apatía, una apatía musulmana nos consume y ha roto todos los vínculos sociales y tiende a producir el aislamiento egoísta y estéril. Vivimos envueltos en una atmósfera de glacial indiferencia que ha helado toda iniciativa de progreso... Embrazando el escudo y alta la visera, para que se sepa quienes somos, entramos en la lucha. Nadie tiene por qué temernos; el que quiera evitar un mandoble no tiene otra cosa que hacer que cumplir sus deberes; para los buenos no han de faltar palabras alentadoras, como no han de faltar censuras para el que la merezca.

Como el autor explica, el combate contra esa apatía social a la que alude es otra de las razones de la aparición de este periódico de frecuencia semanal. Las primeras repercusiones de la inauguración de esta publicación pueden encontrarse ya al mes siguiente, en La Razón, dirigida en ese momento por Carlos María Ramírez, en la cual refiriéndose al semanario rezaba:

Es curioso, casi cómico. El Tala, ese pueblito que queda en Canelones, allá por las cercanías de San Ramón, tiene un periódico satírico como no existe otro en toda la República. Su director es Juan Monga. El periódico está bien, pero muy bien escrito. El tal Monga, no es un Juan Monga cualquiera, porque tiene sal y aún pimienta. Es además hábil dibujante y hombre de una paciencia digna de pasar a la historia del Tala. Figúrense Uds. que él sólo se lo escribe de cabo a rabo, él sólo lo ilustra y él solo lo imprime, gracias a una de esas máquinas que reproducen los manuscritos. Además "el sistema" empleado en la compaginación no tiene nada de común con lo que distingue a la generalidad de nuestros colegas de afuera. El Tala Cómico no admite recorte, no tiene artículos largos, no publica artículos de Taboada, ni insulta a las autoridades departamentales. Señores: Por todas estas razones suscríbanse Uds. a El Tala Cómico.

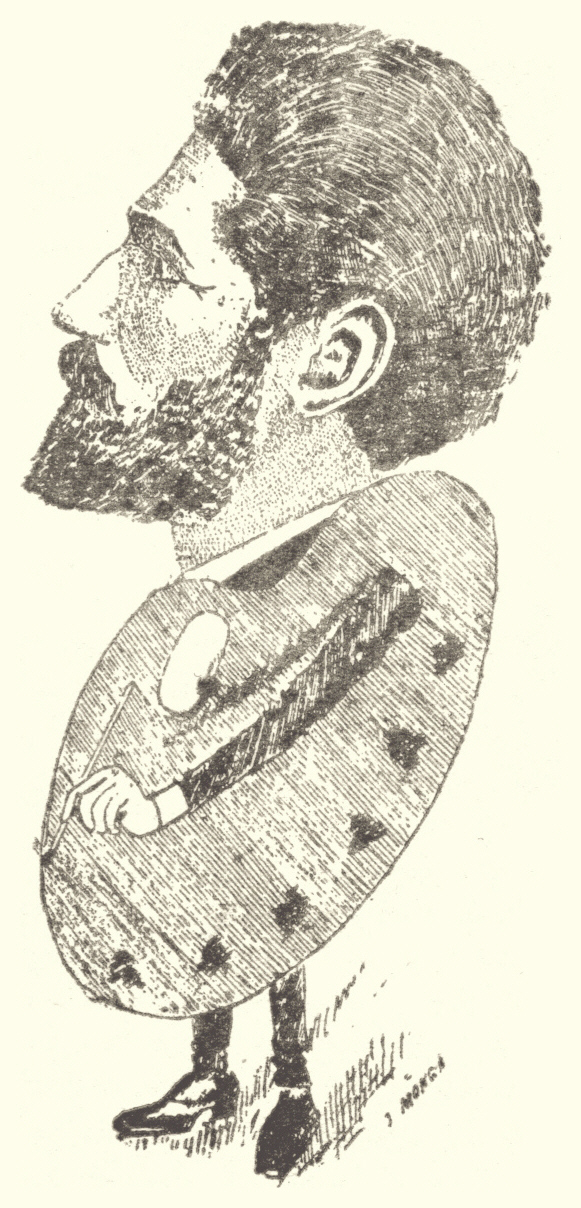
"Este es el que ilustra nuestro semanario, El que borrajea todas sus viñetas, Y su brocha gorda sirve de ordinario, Para hacer cosquillas a ciertos poetas."

El «Juan Monga» al que hace referencia Ramírez es uno de los muchos seudónimos que utilizó Trelles para escribir en esta publicación y que alternaba según las circunstancias, pasando por otros como «Cáustico», «Candil», «Tácito», «Ventosa» o «El», entre otros.
Trelles se encargó además de la diagramación y la inclusión de caricaturas satíricas en las distintas entregas de este semanario. El proceso de impresión era tedioso y rudimentario, y se realizaba por medio de papel carbónico, un cyclostyle y una prensa manual. Su tiraje fue de 70 a 100 ejemplares, y contó con las colaboraciones ocasionales de su sobrino, Ángel Asuaga, y el maestro de la zona, Luis Scarzolo Travieso.
Esta publicación recibió fuertes influencias del semanario español Madrid Cómico, en el cual el autor se inspiró para darle formato, el tono crítico y satírico e incluso nombre. En esta revista, que se publicó entre 1880 y 1923, escribieron figuras importantes del periodismo y la literatura española de esa época, como Leopoldo Alas "Clarín", Sinesio Delgado, Luis Taboada, Luis de Ansorena, Antonio de Valbuena, Pérez Zúñiga, Fiacro Iraizoz y Eduardo de Palacio, entre muchos otros. Entre los caricaturistas y dibujantes con que contó esta publicación se encontraron Ramón Cilla y Francisco Sancha.

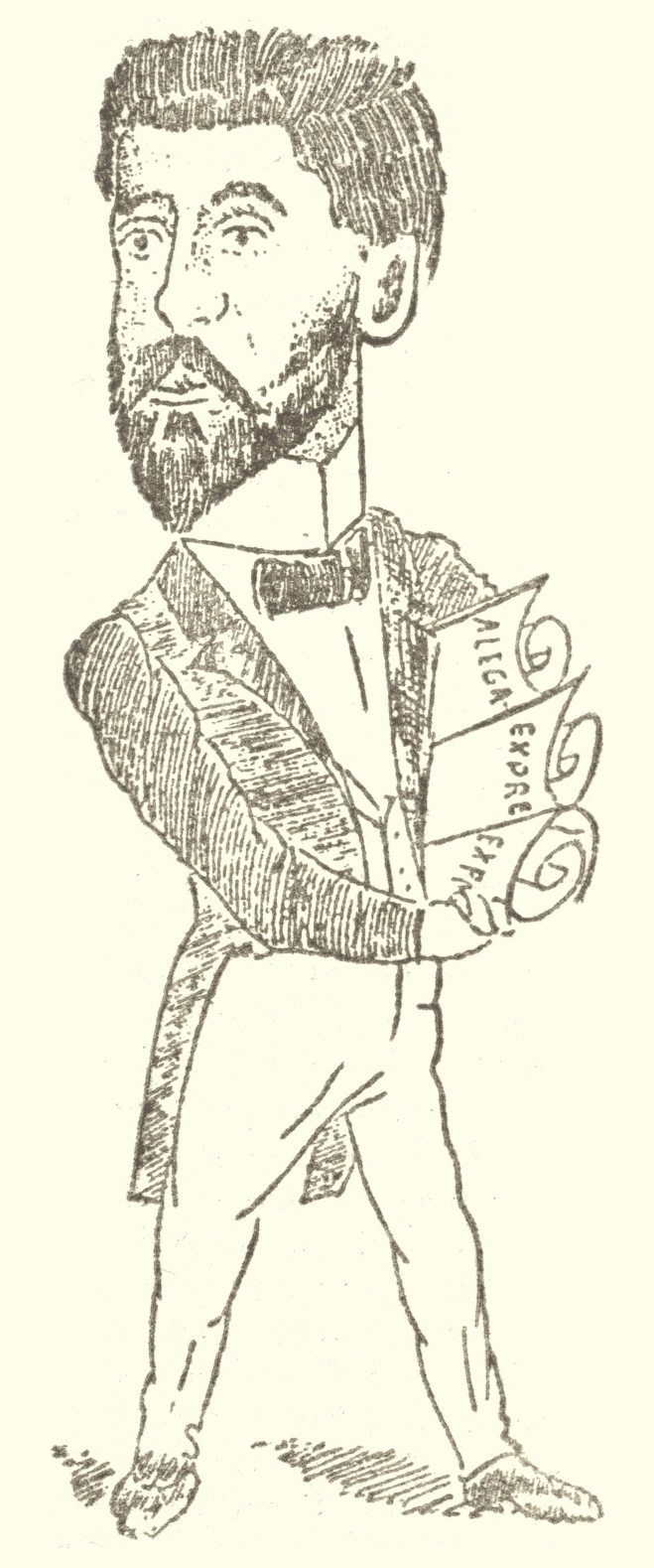
Autocaricatura de Trelles.

A través de El Tala Cómico, Trelles defendió sus principios, como la enseñanza obligatoria, y también realizó críticas a figuras políticas, autoridades eclesiásticas y sacerdotes, así como también las dirigió contra curanderos e hipnotizadores. Una de las sátiras que tuvo más repercusiones fue la que desató una polémica bastante fuerte con un poeta de Sauce, que a raíz de una crítica realizada por Trelles planteó que él, a su vez, criticaría sus versos, a lo que el primero respondió:

¡Tú mis versos criticar! / ¡Tú pescarme a mí los hiatos! / Hombre; no me hagas sudar. / Mira que hacer alegatos / No es lo mismo que rimar.

En cuestión de consonantes / Juzgo tu fallo importuno / Y es mejor no lo adelantes... / Porque hay muchos ignorantes / "¡Pero como tú, ninguno!"

Estos episodios motivaron el dibujo de su mejor autocaricatura, aparecida en el número del 9 de febrero de 1896.
En marzo de 1897 se editó el último número de El Tala Cómico, con el cual totalizó 83 números publicados desde 1894.

##### Momentáneas

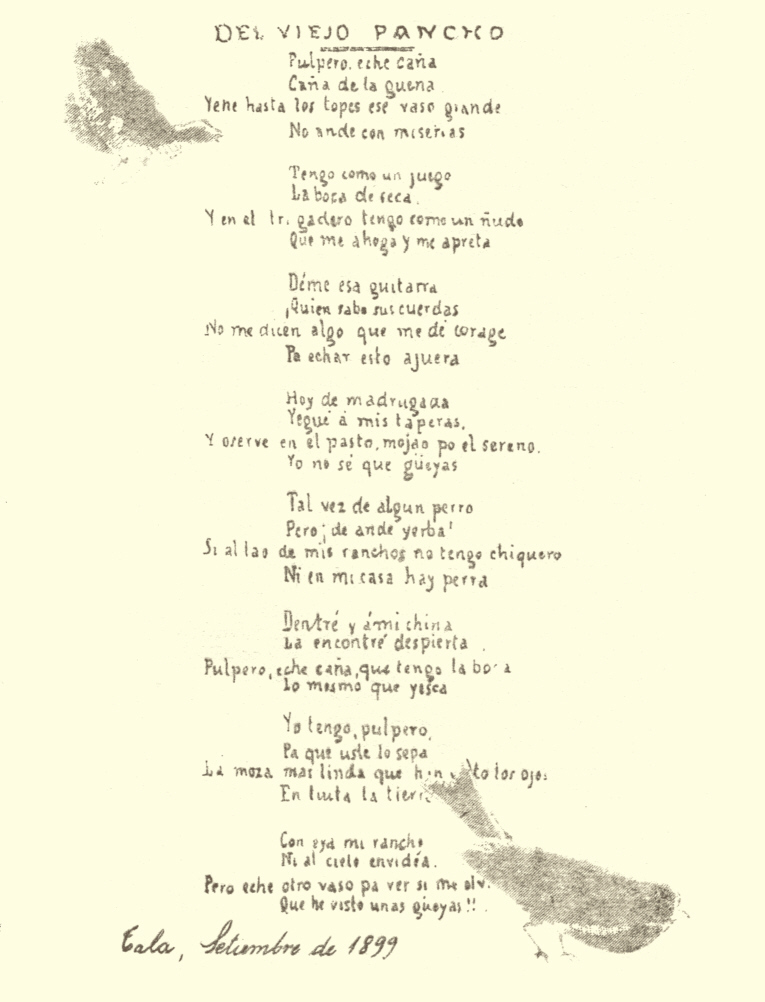
Manuscrito original de "La Güeya".

En junio de 1899, el autor fundó una nueva publicación, llamada Momentáneas. En su primer número, Trelles hizo una exposición de motivos, y la definió en parte como una continuación de El Tala Cómico:

Momentáneas: vale decir que dan poco trabajo, que tienen la efímera duración de los lirios, aunque yo me sé que el escozor que produzcan durará mucha más de lo que yo quisiera... El Tala Cómico no ha muerto. Estas Momentáneas son manifestaciones de su vida latente.

Es en las líneas de Momentáneas donde el autor demostró, con evolución melancólica, su pasaje desde la sátira propia de sus primeros pasos literarios a una sensibilidad y amargura que demostró con su seudónimo «El Viejo Pancho». Con él, escribió en esta publicación catorce textos, entre los cuales se cuentan «Resolución» y «La güeya», consideradas como obras muy importantes dentro de su producción literaria.
Trelles, refiriéndose a El Tála Cómico y a Momentáneas en su autobiografía, escribió:

Desde noviembre de 1894 a marzo de 1897 publicó, valiéndose de un Ciclostyle en que derrochó paciencia y habilidad caligráfica, ochenta y tres números de El Tala Cómico, periódico semisatírico y semilustrado que no dejó títere con cabeza en el departamento y sirvió de ensayo para sus posteriores críticas literarias, "bastante" menos brillantes que las del insigne Clarín, pero no menos demoledoras que las del bueno de Valbuena. Y desde junio de 1899 a enero de 1900, veintitrés números de Momentáneas, con "tricomías" que daban las doce.

#### Poesía gauchesca

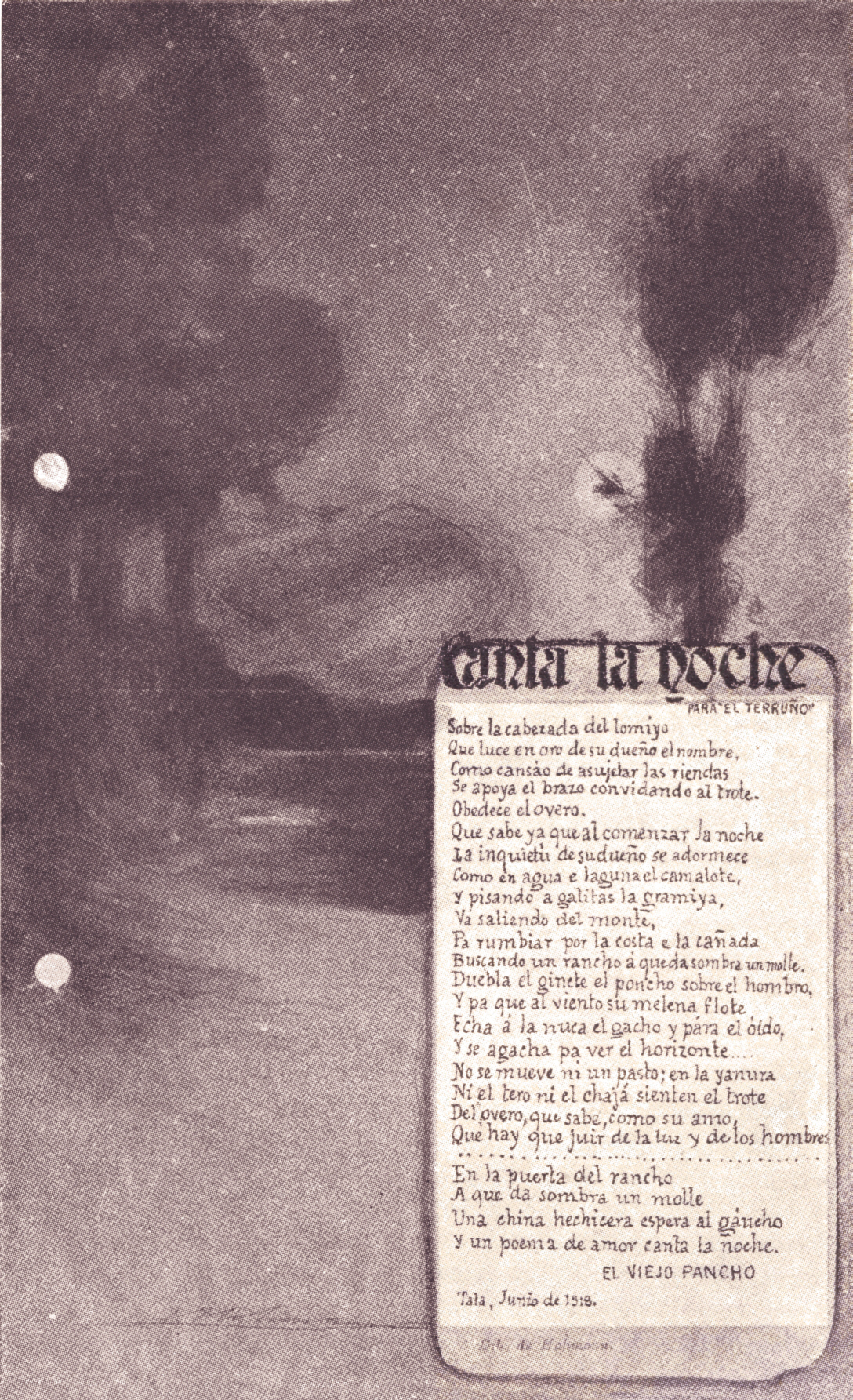
Texto de "Canta la noche".

Sus aptitudes como escritor de poesía gauchesca fueron evolucionando con el paso del tiempo y las sucesivas publicaciones de El Tala Cómico y Momentáneas, donde absorbía y manifestaba la idiosincrasia de los pobladores de Tala y de otros lugares del interior de Uruguay, como Florida, Durazno y Minas, localidades que Trelles visitó frecuentemente.
Algunas de las obras encontradas en esas revistas comenzaron a ser recogidas por publicaciones como la famosa revista criolla El Fogón, de Montevideo, con la cual contribuyó con sus textos junto a Elías Regules, Orosmán Moratorio, Alcides de María, Martiniano Leguizamón y otros poetas.
Dado que revistas como El Fogón y El Terruño eran de mucho mayor tiraje que las publicaciones de Trelles, lograron popularizar algunos de sus textos. A modo de ejemplo, se puede mencionar la obra «La güeya», publicada en el número de Momentáneas correspondiente al 10 de septiembre de 1899, fue recogida casi de inmediato por El Fogón.

#### Paja brava

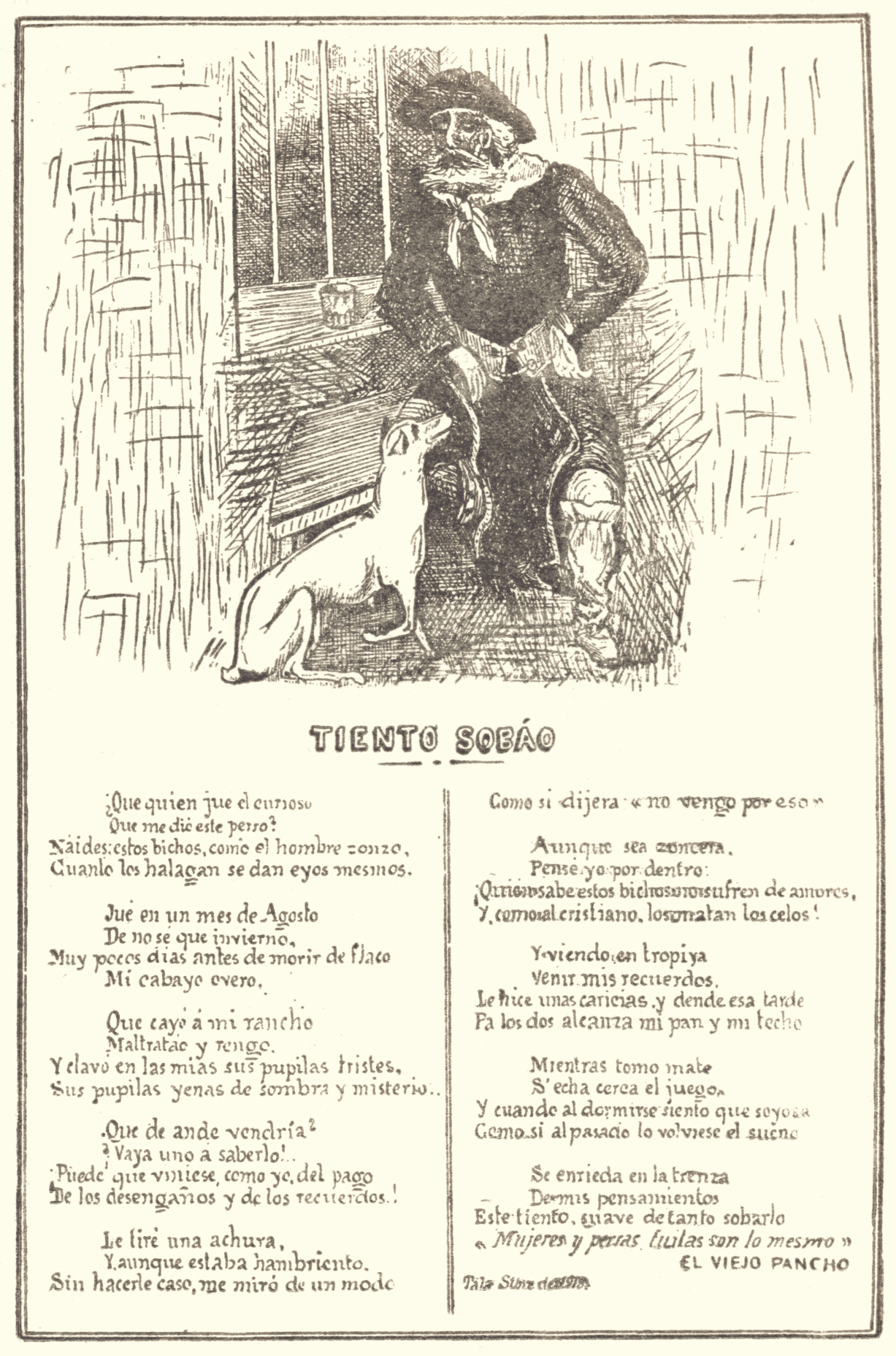
Original de "Tiento sobáo".

Estas y otras publicaciones fueron a la postre recogidas en su obra maestra, editada en 1915 bajo el nombre de Paja brava. Esta recopilación de sus poemas gauchescos tuvo una importante repercusión y un gran éxito de ventas, reeditándose alrededor de veinte veces desde su publicación inicial. Algunas de estas ediciones estuvieron ilustradas por artistas uruguayos de renombre.
Otro indicio del impacto de este libro fue la incorporación por parte de Carlos Gardel de los poemas «Insomnio», «¡Hopa! ¡Hopa! ¡Hopa!», »¡Como todas!» y «Misterio» a su repertorio, con música compuesta por Américo Chiriff.
Asimismo, Alfredo Zitarrosa tomó como base el texto del poema «De la lucha» para una de sus canciones, y el compositor Eduardo Fabini escribió la música de «La güeya» y «Pa’ ejemplo».
En 1998 se publicó la edición en gallego de esta obra, bajo el nombre de Paja Brava de El Viejo Pancho e outras obras de José A. y Trelles, de la editorial Oriberthor, S. L., donde se puede leer una breve biografía del autor.

### Actuación política
El 25 de septiembre de 1902, Alonso y Trelles obtuvo la carta de ciudadanía uruguaya y posteriormente, entre los años 1908 y 1911, ocupó una banca de diputado por el Partido Nacional, siendo primer suplente por el departamento de Canelones. Su afinidad con este partido político se deja entrever en algunas de sus poesías contenidas en el libro Paja brava. Su llegada a la Cámara de Representantes despertó cierto debate en la prensa que discutió su idoneidad para ocupar dicha banca, debido a su condición de extranjero. En ese sentido, la comisión de poderes de la Cámara redactó el siguiente texto informativo:

[...]Que hallándose el Sr. Trelles en condiciones legales para ser electo diputado, en virtud de su carta de ciudadanía, que data de fecha 25 de septiembre de 1902, y que esta Comisión ha tenido a la vista, deben aceptarse sus poderes".

Habiéndose aclarado este punto, Trelles asumió su cargo el 20 de febrero de 1908. En este período se destacó su defensa de las autonomías municipales.

### Últimos años
Luego de concluida su actividad política, se radicó en Montevideo debido a los estudios de uno de sus hijos. Posteriormente, y luego de una larga preparación, Trelles emprendió un viaje a su tierra natal, en el que recorre Asturias y Galicia y visita parte de su familia.
De nuevo en Uruguay, se le brindó un gran homenaje en San José, el 8 de enero de 1922.
Falleció en Montevideo, en 1924, víctima de una larga enfermedad asociada con una peritonitis. Sus restos mortales están sepultados en el cementerio de Tala.

## Obra literaria
- Juan el loco (poema de dos cantos, prólogo de Orosmán Moratorio; Montevideo, 1867)
- ¡Guacha! (drama nacional en un acto, imprenta y casa editorial Renacimiento, de Luis y Manuel Pérez, carta-prólogo de Casiano Monegal; Montevideo, 1913)
- Paja brava (1.ª ed., versos criollos, Imprenta y casa editorial "Renacimiento" de Luis y Manuel Pérez; Montevideo, 1915)
- Paja brava (2.ª ed. aumentada, versos criollos, Imprenta y casa editorial Renacimiento, de Luis y Manuel Pérez; Montevideo, 1920)
- Paja brava (3.ª ed. aumentada, versos criollos, Librería Nacional A. Barreiro y Ramos. Barreiro y Cía. Sucesores. Montevideo, 1923)
- Paja brava (4.ª ed. aumentada, versos criollos, prólogo de Justino Zavala Muniz, Agencia General de Librería y Publicaciones; Montevideo - Buenos Aires, 1926)
- Paja brava (5.ª ed. aumentada, versos criollos, prólogo de Justino Zavala Muniz, Palacio del libro; Montevideo - Buenos Aires, 1929)
- Paja Brava de El Viejo Pancho e outras obras de José A. y Trelles (en gallego, Ed. Oriberthor, S. L.; 1998)